# Jetstar Asia Airways
Jetstar Asia — сингапурская бюджетная авиакомпания, существовавшая с 2004 по 2025 год. Дочерняя авиакомпания Qantas и сестринская авиакомпания Jetstar и Jetstar Japan. Выполняла рейсы из базового аэропорта Чанги (Сингапур) в Юго-Восточную и Восточную Азию.

## История
Была основана в 2004 году, её основателями стали Qantas (49% акций), сингапурский бизнесмен Тони Чэу (22% акций), FF Wong (10%), и сингапурская государственная компания Temasek Holdings (19%). Сертификат эксплуатанта был получен 19 ноября 2004 года.
После начала деятельности авиакомпании, Jetstar Asia анонсировала 7 рейсов: в Шанхай, Гонконг, Тайбэй, Паттайю, Джакарту, Сурабаю и Манилу.
Онлайн-продажа билетов началась утром 7 декабря (через день после анонсирования первых трёх рейсов). Рейсы в Манилу начались в 2005 году.
Рейсы по некоторым направлениям, по таким как Шанхай, Джакарта и Сурабая, так и не начались. В Шанхай рейсы не были запущены по причине запрета китайским авиационным управлением полётов иностранных бюджетных авиакомпаний в Шанхай и Пекин. В Индонезию также были запрещены рейсы, так как местная власть начала вести политику протекционизма.
В 2005 году во флот авиакомпании поступили 5 самолётов. Jetstar Asia планировала взять в лизинг самолёт авиакомпании Atlasjet Airways, но судно было отозвано из договора. Позже появились рейсы в Пхукет, выполнявшиеся 4 раза в неделю, а спустя 3 года, рейсы по этому направлению были приостановлены.
24 июля 2005 года Jetstar Asia выкупила авиакомпанию Valuair. 26 октября 2014 года Valuair прекратила свою деятельность и была полностью поглощена своей материнской компанией.
15 сентября 2006 года Jetstar Asia стала первой иностранной авиакомпанией, совершившей посадку в аэропорту Бангкока Суварнабхуми.
В 2011 году годовой пассажиропоток авиакомпании составил 2,7 млн пассажиров.
В марте 2011 года были запущены рейсы в Ханчжоу.
В 2015 году в сеть авиакомпании вошли направления в Палембанг, Пеканбару и в Дананг.
В ноябре 2017 года появились рейсы в Кларк, Хатъяй и в Окинаву.
В 2020 году были запланированы рейсы в Коломбо, но в связи с пандемией COVID-19, их запуск был отложен.
Для предотвращения новых случаев коронавирусной инфекции COVID-19, 17 марта 2020 года Jetstar Asia заявила, что приостановит все рейсы с 25 марта по 15 апреля. Деятельность авиакомпании была возобновлена лишь 31 мая 2020 года. 25 июня того же года, компания заявила о сокращении персонала на 180 человек и об уменьшении флота на 5 самолётов.
В июне 2025 года Qantas Group объявила о готовящемся скором закрытии Jetstar Asia из-за устойчивых финансовых потерь, связанных с усиливающейся конкуренцией в регионе и резким ростом издержек. Последний рейс лоукостера состоялся 31 июля 2025 года.

## Направления
Выполняла рейсы из Сингапура в 26 городов 12 стран Азии и Австралии.

### Код-шеринговые соглашения
У Jetstar Asia были заключены код-шеринговые соглашения со следующими авиакомпаниями:
- Air France[10]
- Emirates
- Finnair
- KLM[10]
- Qantas
- SriLankan Airlines

## Флот
По состоянию на 17 августа 2022 года флот Jetstar Asia состоял из следующих типов самолётов: